# Hoplitis loti
Hoplitis loti là một loài Hymenoptera trong họ Megachilidae. Loài này được Morawitz mô tả khoa học năm 1867.